# Distrito de Nisko
El distrito de Nisko (polaco: powiat niżański) es un distrito de Polonia perteneciente al voivodato de Subcarpacia. Su capital es la ciudad de Nisko. En 2006 tenía una población de 67 042 habitantes. Está subdividido en 7 municipios, de los cuales 3 son rurales-urbanos y los otros 4 completamente rurales. Se ubica en el norte del voivodato.

## Subdivisiones
Comprende los siguientes siete municipios:
| Municipio                     | Tipo         | Área (km²) | Población (2006) | Capital          |
| Municipio de Nisko            | urbano-rural | 142.4      | 22 503           | Nisko            |
| Municipio de Rudnik nad Sanem | urbano-rural | 78.7       | 10 124           | Rudnik nad Sanem |
| Municipio de Jeżowe           | rural        | 123.8      | 9871             | Jeżowe           |
| Municipio de Ulanów           | urbano-rural | 119.6      | 8612             | Ulanów           |
| Municipio de Harasiuki        | rural        | 168.3      | 6392             | Harasiuki        |
| Municipio de Jarocin          | rural        | 90.4       | 5313             | Jarocin          |
| Municipio de Krzeszów         | rural        | 62.4       | 4227             | Krzeszów         |